# Arbitrato (diritto italiano)
In Italia, l'istituto dell'arbitrato è previsto dal Codice di Procedura Civile (libro IV, titolo VIII, artt. 806-840). 

## Disciplina ed efficacia
Ai sensi dell'art. 806, co. 1, cod. proc. civ., "Le parti possono far decidere da arbitri le controversie tra di loro insorte che non abbiano per oggetto diritti indisponibili, salvo espresso divieto di legge". Il secondo comma del medesimo articolo specifica poi che "Le controversie di cui all'art. 409 cod. proc. civ.", ossia quelle per le quali trova applicazione il cosiddetto rito del lavoro, "possono essere decise da arbitri solo se previsto dalla legge o nei contratti o accordi collettivi di lavoro".
L'accordo con il quale le parti convengono di deferire agli arbitri la decisione della controversia (convenzione di arbitrato) viene denominato compromesso, se concluso a controversia già insorta (art. 807 cod. proc. civ.) oppure clausola compromissoria, se concluso per risolvere una possibile controversia futura in materia contrattuale (art. 808 cod. proc. civ.). È inoltre possibile concludere una convenzione di arbitrato per risolvere possibili controversie future in materia extracontrattuale, purché siano determinati i rapporti da cui possono sorgere (art. 808/bis cod. proc. civ.).
La decisione pronunciata dagli arbitri, denominata lodo, produce gli stessi effetti della sentenza pronunciata dall'autorità giudiziaria (art. 824/bis cod. proc. civ.), con la sola eccezione dell'efficacia esecutiva. Per eseguire il lodo in Italia è infatti necessario che esso venga dichiarato esecutivo dal Tribunale nel cui circondario è la sede dell'arbitrato nel cui ambito è stato pronunciato (art. 825 cod. proc. civ.).
Esiste però un altro tipo di arbitrato, denominato irrituale, che si conclude con un lodo che, in deroga a quanto previsto dall'art. 824/bis cod. proc. civ., ha gli effetti di una determinazione contrattuale e come tale è annullabile, al ricorrere dei vizi previsti dalla legge, nell'ambito di un procedimento ordinario di cognizione promosso avanti il giudice statale (art. 808/ter cod. proc. civ.).
Il lodo rituale, invece, è soggetto ai mezzi di gravame dell'impugnazione per nullità, della revocazione e dell'opposizione di terzo.

## Procedimento arbitrale
Il procedimento arbitrale nasce dalla domanda di arbitrato, l'atto con cui viene individuato l'oggetto del processo dal punto di vista dell'attore. La proposizione della domanda di arbitrato è equiparata alla domanda proposta in sede giurisdizionale; quindi si può ricordare che:
1. la proposizione della domanda di arbitrato interrompe la prescrizione e determina la sospensione del suo corso, dal momento in cui viene proposta fino al momento in cui la decisione dell'arbitro (collegio arbitrale) non sia più impugnabile;
2. la domanda di arbitrato può essere trascritta, al pari della domanda giudiziale, in relazione a beni immobili e beni mobili registrati.

Una volta iniziato il processo arbitrale può succedere che una delle parti proponga un'eccezione relativa all'interpretazione, alla validità e all'efficacia della convenzione di arbitrato.
Eccezione di incompetenza: si fa riferimento al caso in cui durante il processo arbitrale vengano poste al giudice questioni che non rientrano all'interno, che esorbitano dunque dalla previsione della clausola compromissoria e patto compromissorio (si parla di competenza dell'arbitro come dell'esistenza del potere di giudicare nel merito la controversia). Si noti che se la relativa eccezione di incompetenza non è fatta valere durante il procedimento, una volta emesso il lodo, questo non è più impugnabile per vizio di incompetenza dell'arbitro; si viene a creare un compromesso tacito. Similmente, l'eccezione di incompetenza per inesistenza, invalidità e inefficacia della convenzione di arbitrato va fatta valere nella prima difesa successiva alla nomina degli arbitri.

## Classificazioni
L'arbitrato può essere classificato secondo vari criteri. Una prima grande classificazione si rinviene avendo riguardo all'efficacia del provvedimento (il lodo) con il quale si conclude il procedimento arbitrale.
Invero, se il lodo è destinato a produrre gli effetti propri della sentenza pronunciata dall'autorità giudiziaria, si parla di arbitrato rituale. Ove invece il lodo abbia efficacia meramente negoziale, l'arbitrato sarà irrituale. 
Inoltre l'arbitrato viene distinto in arbitrato secondo diritto o arbitrato in equità, a seconda che gli arbitri giudichino durante il procedimento secondo le norme sostanziali di un certo ordinamento giuridico o secondo criteri equitativi.
Un'ulteriore distinzione può essere fatta tra arbitrato interno ed arbitrato internazionale. L'arbitrato internazionale, più precisamente detto arbitrato commerciale internazionale, al fine di non confonderlo con l'arbitrato tra stati, riguarda quelle controversie che hanno un particolare carattere di transnazionalità; ad esempio tra parti una italiana e l'altra straniera, oppure quando l'oggetto della controversia sottoposta ad arbitrato sia inerente al diritto del commercio internazionale.

## Le camere arbitrali
In Italia le camere arbitrali sono istituite sia dalle camere di commercio, sia da associazioni ed enti privati come ad esempio la Corte arbitrale europea Delegazione italiana, la Camera arbitrale INMEDIAR dell'Istituto nazionale per la mediazione e l'arbitrato, l'AIA (Associazione italiana per l'arbitrato) o l'ANPAR (Associazione nazionale per l'arbitrato e la conciliazione).

## Arbitrato nelle controversie di lavoro
Inizialmente, la conciliazione avveniva dietro istanza volontaria di entrambe le parti, solamente per i licenziamenti, e il rifiuto della proposta poteva produrre effetti ai fini della decisione. Con la legittimazione delle clausole compromissorie e dell'obbligo di devolvere le controversie ad arbitri, e la composizione dei collegi arbitrali nelle direzioni provinciali del lavoro gestite dal ministero competente, si supera il vincolo costituzionale che riserva il compito di applicare le leggi a una magistratura indipendente dall'esecutivo, sostituendola con una nuova struttura controllata dal Governo.
L'arbitrato è disciplinato dagli artt. 806-840 del codice di procedura civile che prevedono: eguale numero degli arbitri di parte; unico requisito di cittadinanza e non-interdizione; voto a maggioranza; obbligo di trascrizione e deposito in cancelleria del tribunale, al pari di una sentenza; lodo impugnabile per nullità, salvo che le parti nel mandato arbitrale abbiano chiesto un giudizio secondo equità (art. 822) o rinunciato all'impugnazione (sono nulli il giudizio secondo equità o la rinuncia se contenuti nella clausola compromissoria, art. 808); per le controversie di cui all'art. 409 c.pc., la clausola è nulla se pregiudica la facoltà delle parti di adire l'autorità giudiziaria (art. 808, comma 2); l'esecutività può essere impugnata (art. 825), o sospesa in pendenza di giudizio dalla Corte d'appello (art. 830).
Con le modifiche introdotte dalla legge n. 183 del 2010 (cosiddetto "Collegato Lavoro"), inoltre, il lavoratore ha la possibilità di decidere, non prima della conclusione del periodo di prova, ove previsto, oppure a partire da 30 giorni dalla data di stipulazione del contratto, se ricorrere all'arbitrato preventivamente e non più solo all'insorgere di una controversia.
In caso di lite nel corso del rapporto di lavoro, pertanto, il prestatore ha la facoltà di scegliere se affidare la decisione della controversia ad arbitri, ossia soggetti terzi che non appartengono all'ordine giudiziario, oppure ad un giudice, organo investito del potere giurisdizionale.

Tali modifiche non incidono sul licenziamento, la cui impugnazione rimane, per contro, di competenza del giudice ordinario e dovrà essere proposta entro 60 giorni dalla ricezione della comunicazione del recesso da parte dell'azienda (o dalla comunicazione dei motivi se non contestuali) (art. 6 L. 604/1966).
Il "Collegato Lavoro", inoltre, estende anche alle controversie di lavoro nel settore pubblico gli artt. 410, 411, 412, 412 ter e quater del c.p.c., con la contestuale abrogazione degli articoli 65 e 66 del d.lgs. 3 marzo 2001 n. 165.
La scelta di affidare la risoluzione della controversia ad un collegio arbitrale non può essere pattuita e sottoscritta prima della conclusione del periodo di prova, ove previsto, oppure se non siano trascorsi almeno trenta giorni dalla data di stipulazione del contratto di lavoro. Ciò avviene con l'inserimento di un'apposita clausola compromissoria o, successivamente dopo l'insorgere della controversie, con la sottoscrizione di un apposito accordo, il compromesso arbitrale.